# 흑집사: 북 오브 더 아틀란틱
《흑집사: 북 오브 아틀란틱》(일본어: 黒執事 Book of the Atlantic, 영어: Black Butler: Book of the Atlantic)은 2017년에 제작한 일본의 영화이다.

## 성우진
- 오노 다이스케 : 세바스찬 미카엘리스 역
- 사카모토 마아야 : 시엘 팬텀하이브 역
- 타무라 유카리 : 엘리자베스 미드포드 역
- 스와베 쥰이치 : 언더테이커 역
- 후쿠야마 쥰 : 그렐 서트클리프 역
- 켄 : 로날드 녹스 역
- 테라시마 타쿠마 : 스네이크 역
- 마에노 토모아키 : 찰스 핍스 역
- 키무라 료헤이 : 찰스 그레이 역
- 카지 유우키
- 카토 에미리
- 스즈키 타츠히사